# Tribunal Regional do Trabalho da 3.ª Região
O Tribunal Regional do Trabalho da 3ª Região, com sede em Belo Horizonte, estado de Minas Gerais, é um órgão da Justiça do Trabalho, pertencente ao Poder Judiciário da República Federativa do Brasil, o qual exerce jurisdição em todo território do estado de Minas Gerais.

## Histórico
Criada em 1941 como Conselho Regional do Trabalho, pelo presidente Getúlio Vargas, a 3ª Região passou a se chamar Tribunal Regional do Trabalho em 1946, quando  passou a fazer parte do Poder Judiciário nos termos do Decreto-Lei nº 9.797, de 9 de setembro de 1946.

## Funcionamento
De acordo com o regimento interno, o TRT3 é composto por 49 desembargadores. Atualmente, é presidido pelo desembargador José Murilo de Morais, eleito para o biênio 2020/2021.
O Tribunal é composto pelo Tribunal Pleno e onze Turmas. 